# Elisabetta Viviani
Elisabetta Viviani   (Milà, 4 d'octubre de 1955) és una cantant, actriu i presentadora de televisió italiana. Va començar a treballar molt jove en alguns anuncis de televisió, inclosos els de la marca Sole Bianco, per als quals va gravar la cançó Susanna verso il sole i Invernizzi. Va assistir a l'escola de ballet milanès de Luciana Novaro.
El 1978 és l'any de l'èxit, gràcies a l'anime Heidi (versió italiana) del qual canta la banda sonora, i que ven un milió i mig d'exemplars. La cançó, amb lletres de Franco Migliacci, música de Christian Bruhn i cor de Baba Yaga, era el tema italià del famós anime japonès, dirigit per Isao Takahata, que s'emetria a la RAI.
L'1 de setembre de 1977, va tenir una filla, Nicole, amb Gianni Rivera. El febrer de 2007 va començar a treballar com a socorrista voluntària d'ambulàncies de la Creu Blanca a Milà i va obtenir una certificació, l'octubre de 2008. L'activitat va continuar durant 10 anys fins al Nadal de 2018.
El 2015, Elisabetta Viviani com a actriu, el cantant i compositor Dario Baldan Bembo i l'actor-escriptor Franco Romeo van realitzar un recital sobre la vida del papa Francesc amb la música de Baldan Bembo i amb text d'Adriano Bonfanti i Gigi Reggi, titulat  Il primo a chiamarsi Francesco.

## Cinema
- El As, directors Castellano e Pipolo (1981)
- Sexy Shop, directors Maria Erica Pacileo i Fernando Maraghini (2014)

## Televisió
- No, No, Nanette (Rai 1, 1974)
- La donna serpente (Rai 1, 1976, film TV)
- Il mostro turchino (Rai 1, 1976, film TV)
- Valentina, una ragazza che ha fretta, dir. de Vito Molinari (Rai 1, 1977, film TV)
- La pulce nell'orecchio de Georges Feydeau, dir. de Vito Molinari (Rai 1, 1983)
- La moglie ingenua e il marito malato de Achille Campanile (Rai 1, 1985)
- Passioni (Rai 1, 1989, serie televisiva)
- In crociera (Rete 4, 1999, serie televisiva)